# Dominique Valentin
Dominique Valentin (* in Vichy) ist eine französische Schauspielerin, Regisseurin, Theaterautorin und Schriftstellerin.

## Leben
Dominique Valentin wurde in Vichy in Frankreich geboren, besuchte die Mittelschule in Clermont-Ferrand und seit 1969 die Schauspielschule von Charles Dullin in Paris. Sie machte mit Rollen in Stücken von Molière und von Eugène Ionesco erste Bühnenerfahrungen. 1970 wurde sie von Ariane Mnouchkine als Schauspielerin für das Théâtre du Soleil engagiert. Mit dieser Theatertruppe, bei deren Aufführungen sie die Rolle der Lou la Grosse spielte, trat sie auf einer Tournee unter anderem am Piccolo Theater in Mailand, an der Biennale von Venedig und in Warschau auf.
1976 und 1977 spielte sie erste Rollen in Filmen von Frank Cassenti und René Richon. Mit dem Ensemble Gruppo della Rocca, wo sie für die Regie verantwortlich war, führte sie Theaterstücke in Rom und an anderen Orten in Italien sowie am Staatstheater Wiesbaden auf. Sie verfasste eigene Theaterstücke, die sie auf verschiedenen Bühnen vorwiegend in Frankreich aufführen konnte. 1978 führte sie Regie für Wisselstuk, ein Theater über das Gesundheitswesen, das sie zusammen mit Marianne Van Kerkhoven schrieb und in Antwerpen und auf einer Tournee durch Belgien und Holland aufführte. Mit Marianne Van Kerkhoven inszenierte sie 1979 in Paris außerdem ein sozialkritisches Stück über das Leben der Schweizer Akkordeonistin Denise Letourneur.
Als Schauspielerin hatte sie Auftritte in Paris mit der Dreigroschen Oper von Bertolt Brecht und Kurt Weill und für andere Werke am Kölner Schauspielhaus, auf dem Festival du Théâtre Français von Saarbrücken, im Théâtre de l'Athénée-Louis Jouvet in Paris und mit dem Stück Mademoiselle Els von Arthur Schnitzler auf einer Tournee nach Wien, Frankfurt am Main, Düsseldorf, Dresden, Budapest und Berlin. Mit Benjamin Korn inszenierte sie 1995 Torquato Tasso von Goethe am Zürcher Schauspielhaus und 1997 auf den Internationalen Maifestspielen Wiesbaden. Weitere Stücke inszenierte sie wieder am Zürcher Schauspielhaus und am Schauspielhaus Düsseldorf. In Saint Denis und Lille spielte sie die Hauptrolle in Calamity Jane von Marianne Van Kerkhoven unter der Regie von Benjamin Korn und mit Musik des amerikanischen Komponisten und Pianisten Chris Biehl.
Neben der Karriere als Schauspielerin und Dramaturgin hatte sie auch als Sängerin Erfolg. In Paris sang sie Lieder von Chris Biehl, der für sie später Filmmusik komponierte. Der französische Dirigent und Komponist Michel Philippe-Gérard gewann sie als Sängerin für seine Chansons, und auch Lieder von Etienne Roda-Gil und Michel Rivgauche interpretierte sie. Auf Lesungen, zum Beispiel im Literaturhaus Berlin und im Literaturhaus Hamburg, trug sie Texte aus ihren Romanen vor. Für Radio France Culture interpretierte sie Gedichte von Gottfried Benn.
2008 war sie Mitglied der Jury des Internationalen Theaterfestivals NRW in Bonn. Seit 2010 führt sie die eigene Produktionsfirma für Theater, Film und Musik.

## Werke
- La Vie de Denise Letourneur. Theaterstück. 1979.
- Miss Martha Jane Cannary dans le rôle mélodramatique de Calamity Jane. Theaterstück. 1984.
- Le Dernier Voyage. Theaterstück. 1984.
- Edouard VIII, Duc de Windsor. Theaterstück. 1988.
- Souvenirs de Siegfried Trichter. Dokumentarfilm. 1990.
- Die Schickse. Roman. Ins Deutsche übersetzt von Eva Moldenhauer. Schöffling und Co. Frankfurt am Main 1996.
- Le Fax. Roman. 1997.
- Allô, Céleste! Theaterstück. 2002. Deutsch: Friedhof Montparnasse. Übersetzt von Benjamin Korn. Suhrkamp. 2003.
- Lettre à ma Fille. Kurzfilm. 2014.
- La Promenade. Theaterstück. 2017.